# Aleko
Aleko (russisk: Алеко) er en sovjetisk spillefilm fra 1953 instrueret af Sergej Sideljov. Filmen er baseret på operaen af samme navn af Sergej Rachmaninov fra 1892, der igen er baseret på digtet "Sigøjnere" af Aleksandr Pusjkin.

## Handling
Den stolte, frihedsglade Aleko, der flygtede fra byen, havde slået sig ned i en sigøjnerlejr. Han bliver hurtigt forelsker i en sigøjnerpige. Kærlighed, jalousi og rasende lidenskaber fører dem begge til døden.

## Medvirkende
- Aleksandr Ognivtsev som Aleko
- Mark Reizen
- Inna Zubkovskaja som Zemfira
- Svjatoslav Kuznetsov
- B. Zlatogorova